# Керен
Керен (тигр. ከረን, араб. كرن, італ. Cheren) — місто в Еритреї, друге за чисельністю населення після столиці Асмери, столиця зоби (провінції) Ансеба. Утворює окремий міський район.

## Географія
Керен розташований на висоті 1,390 м на над рівнем моря, на відстані 91 км від столиці, у широкій впадині, яка оточена із усіх сторін гранітними горами.

### Клімат
Місто знаходиться у зоні, котра характеризується кліматом тропічних пустель. Найтепліший місяць — червень із середньою температурою 24.9 °C (76.8 °F). Найхолодніший місяць — січень, із середньою температурою 18.5 °С (65.3 °F).
| Клімат Керена           | Клімат Керена | Клімат Керена | Клімат Керена | Клімат Керена | Клімат Керена | Клімат Керена | Клімат Керена | Клімат Керена | Клімат Керена | Клімат Керена | Клімат Керена | Клімат Керена | Клімат Керена |
| Показник                | Січ.          | Лют.          | Бер.          | Квіт.         | Трав.         | Черв.         | Лип.          | Серп.         | Вер.          | Жовт.         | Лист.         | Груд.         | Рік           |
| Середня температура, °C | 18,5          | 19,2          | 21,1          | 22,7          | 24            | 24,9          | 24            | 23,6          | 23,2          | 22,2          | 20,5          | 19            | 21,9          |
| Норма опадів, мм        | 4.5           | 6.5           | 6.7           | 14.2          | 24.9          | 30            | 108.3         | 109.6         | 32            | 9             | 11.1          | 5.1           | 361.9         |
| Днів з опадами          | 2,2           | 1,8           | 2             | 2,9           | 4,1           | 4,7           | 6,3           | 7,2           | 4,4           | 2,7           | 1,8           | 1,9           | 42            |
| Вологість повітря, %    | 59.2          | 54.9          | 51.7          | 51            | 49            | 46.3          | 62.1          | 65.7          | 56.8          | 59.1          | 61.3          | 62            | 56.6          |
| ----------------------- | ------------- | ------------- | ------------- | ------------- | ------------- | ------------- | ------------- | ------------- | ------------- | ------------- | ------------- | ------------- | ------------- |
| Джерело: Weatherbase    |               |               |               |               |               |               |               |               |               |               |               |               |               |

## Історія

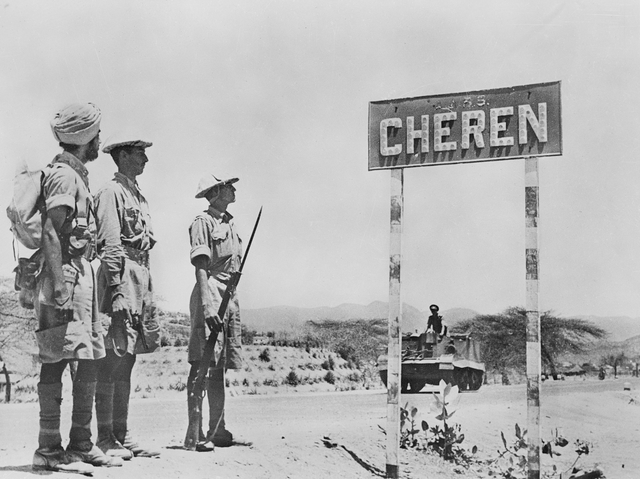
Індійські війська стоять біля вказівного знака Cheren (Керен), травень 1941

Керен виріс на лінії Еритрейської залізниці до Асмери. Через військові дії, залізниця була демонтована, хоча існують плани її відновити. Місто є важливим торговельним центром. Керен ставав ареною бойових дій під час Другої світової війни та Війни за незалежність Еритреї. В лютому-березні 1941 року біля Керена вібулася одна із ключових битв Східноафриканської кампанії між італійськими та британськими військами.

## Населення
Станом на 2010 рік, у Керені проживає близько 146,5 тис. чол. Мешканці належать до різних, переважно афро-азійських етнічних груп, серед яких переважають білен та тигре, невелика частина населення належить до етносу тиграї.

## Місцеві пам'ятки
Серед культурних пам'яток міста слід відзначити єгипетську фортецю XIX ст. Тігу, каплицю Св. Маріама Деарі, яка знаходиться в дереві баобаба, недіючу залізничну станцію 1930-х років, стару мечеть, мавзолей Сайєд Бакрі, британські та італійські військові кладовища та місцеві ринки. Монастир VI ст. Дебре Сіна також відомий своїми печерними келіями.

## Міста-побратими
- Кассала, Судан